# Greg Ganske
John Gregory Ganske, detto Greg (New Hampton, 31 marzo 1949), è un politico statunitense, membro della Camera dei Rappresentanti per lo stato dell'Iowa dal 1995 al 2003.

## Biografia
Nato e cresciuto nell'Iowa, Ganske si laureò in medicina all'Università dell'Iowa e lavorò per molti anni come chirurgo plastico a Des Moines.
Entrato in politica con il Partito Repubblicano, nel 1994 venne eletto deputato alla Camera dei Rappresentanti sconfiggendo il democratico in carica da trentasei anni Neal Edward Smith. Negli anni successivi fu riconfermato per altri tre mandati, finché nel 2002, in seguito ad una ridefinizione dei distretti congressuali che l'avrebbe portato a concorrere nella stessa circoscrizione di Leonard Boswell, Ganske decise di candidarsi al Senato. Il deputato repubblicano risultò tuttavia sconfitto dal senatore democratico in carica Tom Harkin.
Dopo aver lasciato il Congresso, tornò a svolgere la professione medica.